# Trichothecium roseum

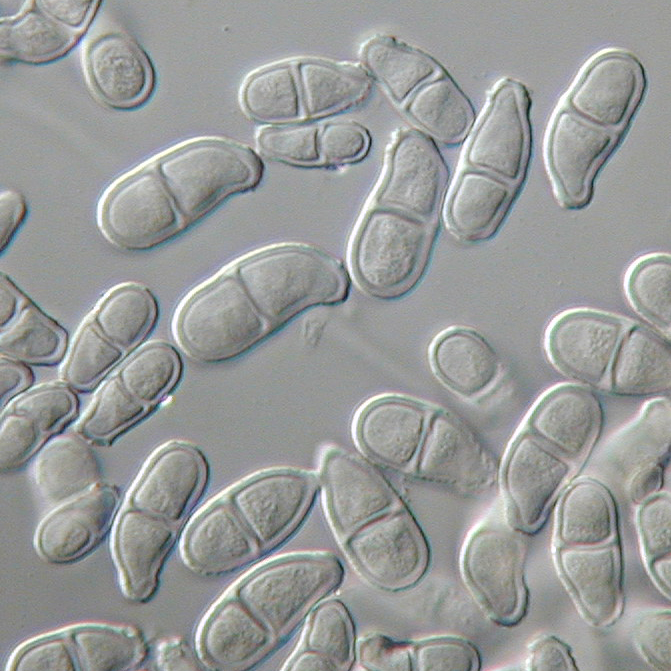
Konidia

Trichothecium roseum (Pers.) Link – gatunek grzybów należący do rzędu rozetkowców (Hypocreales).

## Systematyka i nazewnictwo
Pozycja w klasyfikacji według Index Fungorum: Trichothecium, Incertae sedis, Hypocreales, Hypocreomycetidae, Sordariomycetes, Pezizomycotina, Ascomycota, Fungi.
Po raz pierwszy zdiagnozował go w 1794 r. Christiaan Hendrik Persoon, nadając mu nazwę Trichoderma roseum. Obecną nazwę nadał mu w 1809 r. Heinrich Friedrich Link.
Synonimy:

- Cephalothecium roseum Corda 1838
- Cephalothecium roseum Corda 1838 var. roseum
- Hyphelia rosea (Pers.) Fr. 1825
- Hyphoderma roseum (Pers.) Fr. 1849
- Hypolyssus roseus (Pers.) Kuntze 1898
- Hypomyces roseus (Pers.) Sacc. 1870
- Puccinia rosea (Pers.) Corda 1837
- Sphaeria rosea Pers. 1801
- Trichoderma roseum Pers. 1794
- Trichothecium roseum var. granulosum Cif. 1922
- Trichothecium roseum (Pers.) Link 1809 var. roseum

## Morfologia
Spotykana jest głównie anamorfa; teleomorfa (Hypomyces roseus) powstaje bardzo rzadko.
Na pożywce PCA kolonie rozwijają się umiarkowanie silnie, tworząc zamszowatą, płasko rozpostartą na podłożu grzybnię. Początkowo jest ona biała, potem różowa lub pomarańczowa. Konidiofory są identyczne, jak strzępki grzybni wegetatywnej. Są wyprostowane, nierozgałęzione, często z przegrodami w pobliżu podstawy i mają mniej lub bardziej chropowate ściany. Na ich szczycie znajdują się komórki konidiotwórcze, w których enteroblastycznie powstają zarodniki konidialne. Drugie i następne konidium powstaje poniżej poprzedniego i odgraniczającej go przegrody. Wskutek tego w trakcie wytwarzania konidiów komórka konidiotwórcza ulega skracaniu i powstają bazypetalne łańcuszki, w których konidia ułożone są spiralnie wokół komórki. Konidia są gruszkowate, dwukomórkowe i mają rozmiar 12–18 × 8–10 μm>ref name=grab/>.

## Znaczenie
Jest rozpowszechniony na całym świecie. Żyje w glebie jako saprotrof na martwych szczątkach roślin, ale również w gospodarstwach domowych i magazynach na produktach spożywczych, zwłaszcza na produktach mącznych. Na jabłkach po zbiorze, w czasie ich przechowywania wywołuje różową pleśń jabłek powodującą ich gnicie. Opisano występowanie Trichothecium roseum na ponad 20 gatunkach roślin. Wywołuje min. pleśnienie owoców i nasion u wielu gatunków. W przechowalniach owoców i warzyw wyrządza duże szkody.
Wytwarza wiele metabolitów wtórnych: antybiotyki i inne związki biologicznie czynne oraz mykotoksyny. Jedną z nich jest silnie trująca dla ludzi i zwierząt trichotecyna.